# Knopflerfish
Knopflerfish — некоммерческая организация, развивающая технологию OSGi. Проект представляет собой свободную сертифицированную реализацию спецификации OSGi R4 v4.2, а также связанные с ней инструменты и приложения. Knopflerfish доступен под лицензией BSD license.

## История
Knopflerfish (KF) является побочным проектом Gatespace, который был одним из членов-учредителей OSGi Alliance. Во время реорганизации Gatespace весной 2003 года было принято решение о создании фреймворка с открытым исходным на основе кода существовавшего в тот момент фреймворка GDSP. Позже была создана организация Knopflerfish и ей был передан код GDSP. Эрик Вистрад (англ. Erik Wistrand) был выбран президентом и координировал работы по преобразованию закрытого кода GDSP в открытый код Knopflerfish. Makewave (ранее Gatespace Telematics) на данный момент является основным дистрибьютером и спонсором проекта Knopflerfish.